# Lipotriches nubilosa
Lipotriches nubilosa là một loài Hymenoptera trong họ Halictidae. Loài này được Cockerell mô tả khoa học năm 1942.